# بورنا باريشيتش
بورنا باريشيتش (بالكرواتية: Borna Barišić)‏ هو لاعب كرة قدم كرواتي في مركز ظهير ‏، ولد في 10 نوفمبر 1992 في أوسييك في كرواتيا. لعب مع دينامو زغرب ونادي أوسييك ونادي رينجرز ونادي لوكوموتيفا.

## وصلات خارجية
- بورنا باريشيتش على موقع الاتحاد الدولي (مؤرشف)  (الإنجليزية)
- بورنا باريشيتش على موقع الاتحاد الأوربي (الإنجليزية)
- بورنا باريشيتش على موقع اتحاد كرواتيا (الكرواتية)
- بورنا باريشيتش على موقع قاعدة بيانات كرة القدم.إي يو (الإنجليزية)
- بورنا باريشيتش على موقع ناشيونال فوتبول تيمز (الإنجليزية)
- بورنا باريشيتش على موقع Soccerbase.com (لاعب) (الإنجليزية)
- بورنا باريشيتش على موقع Soccerway.com (الإنجليزية)
- بورنا باريشيتش على موقع عالم كرة القدم.نت (الإنجليزية)
- بورنا باريشيتش على موقع AS.com (الإسبانية)